# Quinto Aterio Antonino
Quinto Aterio Antonino (in latino Quintus Haterius Antoninus; fl. 53-58) è stato un politico romano, console nel 53.

## Biografia

### Origini familiari
Antonino era l'unico figlio di Domizia maggiore e del console Decimo Aterio Agrippa. Suo nonno paterno era l'autorevole oratore e senatore Quinto Aterio. I suoi nonni materni erano Lucio Domizio Enobarbo, console nel 16 a.C., e Antonia maggiore, figlia a sua volta del triumviro Marco Antonio e di Ottavia minore, sorella dell'imperatore Augusto.
Antonino era cugino dell'imperatrice Valeria Messalina, del console Marco Valerio Messalla Corvino, del console Fausto Cornelio Silla Felice e dell'Imperatore Nerone e un cugino di secondo grado degli imperatori Caligola e Claudio. Fu tra i due discendenti maschi di Antonio a portare una forma del nome Antonius. L'altro discendente era il re Polemone II del Ponto il cui nome di nascita era Marco Antonio Polemone Pitodoro.

### Carriera politica
Fu nominato console nell'anno 53 insieme a Decimo Giunio Silano Torquato. Dissipò nel lusso tutte le sue ricchezze ma, nonostante questo, l'imperatore Nerone fissò per lui una somma annua nel 58.

## Ascendenza
|                        |                       |                         | Genitori                      |  |  | Nonni |  |  | Bisnonni |  |  | Trisnonni |  |
|                        |                       |                         |                               |  |  |       |  |  | …        |  |  | …         |  |
|                        |                       |                         |                               |  |  |       |  |  | …        |  |  | …         |  |
|                        |                       | …                       |                               |  |  |       |  |  | …        |  |  |           |  |
| Quinto Aterio          |                       |                         |                               |  |  |       |  |  | …        |  |  |           |  |
|                        |                       | …                       | …                             |  |  |       |  |  |          |  |  |           |  |
|                        |                       | …                       | …                             |  |  |       |  |  |          |  |  |           |  |
|                        |                       | …                       | …                             |  |  |       |  |  |          |  |  |           |  |
| Decimo Aterio Agrippa  |                       | …                       |                               |  |  |       |  |  |          |  |  |           |  |
|                        |                       | Marco Vipsanio Agrippa  | Lucio Vipsanio Maggiore       |  |  |       |  |  |          |  |  |           |  |
|                        |                       | Marco Vipsanio Agrippa  | Lucio Vipsanio Maggiore       |  |  |       |  |  |          |  |  |           |  |
|                        |                       | Marco Vipsanio Agrippa  | …                             |  |  |       |  |  |          |  |  |           |  |
| Vipsania Attica        |                       | Marco Vipsanio Agrippa  |                               |  |  |       |  |  |          |  |  |           |  |
|                        |                       | Pomponia Cecilia Attica | Tito Pomponio Attico          |  |  |       |  |  |          |  |  |           |  |
|                        |                       | Pomponia Cecilia Attica | Tito Pomponio Attico          |  |  |       |  |  |          |  |  |           |  |
|                        |                       | Pomponia Cecilia Attica | Cecilia Pilia                 |  |  |       |  |  |          |  |  |           |  |
| Quinto Aterio Antonino |                       | Pomponia Cecilia Attica |                               |  |  |       |  |  |          |  |  |           |  |
|                        | Gneo Domizio Enobarbo | Lucio Domizio Enobarbo  |                               |  |  |       |  |  |          |  |  |           |  |
|                        | Gneo Domizio Enobarbo | Lucio Domizio Enobarbo  |                               |  |  |       |  |  |          |  |  |           |  |
|                        | Gneo Domizio Enobarbo | Porcia Catone           |                               |  |  |       |  |  |          |  |  |           |  |
| Lucio Domizio Enobarbo | Gneo Domizio Enobarbo |                         |                               |  |  |       |  |  |          |  |  |           |  |
|                        |                       | Emilia Lepida           | Mamerco Emilio Lepido Liviano |  |  |       |  |  |          |  |  |           |  |
|                        |                       | Emilia Lepida           | Mamerco Emilio Lepido Liviano |  |  |       |  |  |          |  |  |           |  |
|                        |                       | Emilia Lepida           | Cornelia Silla                |  |  |       |  |  |          |  |  |           |  |
| Domizia maggiore       |                       | Emilia Lepida           |                               |  |  |       |  |  |          |  |  |           |  |
|                        |                       | Marco Antonio           | Marco Antonio Cretico         |  |  |       |  |  |          |  |  |           |  |
|                        |                       | Marco Antonio           | Marco Antonio Cretico         |  |  |       |  |  |          |  |  |           |  |
|                        |                       | Marco Antonio           | Giulia                        |  |  |       |  |  |          |  |  |           |  |
| Antonia maggiore       |                       | Marco Antonio           |                               |  |  |       |  |  |          |  |  |           |  |
|                        |                       | Ottavia minore          | Gaio Ottavio                  |  |  |       |  |  |          |  |  |           |  |
|                        |                       | Ottavia minore          | Gaio Ottavio                  |  |  |       |  |  |          |  |  |           |  |
|                        |                       | Ottavia minore          | Azia maggiore                 |  |  |       |  |  |          |  |  |           |  |
|                        |                       | Ottavia minore          |                               |  |  |       |  |  |          |  |  |           |  |